# Kabuna (Indonesië)
Kabuna is een bestuurslaag in het regentschap Belu van de provincie Oost-Nusa Tenggara, Indonesië. Kabuna telt 5370 inwoners (volkstelling 2010).